# Dudovica
Dudovica (en serbe cyrillique : Дудовица) est un village de Serbie situé dans la municipalité de Lazarevac et sur le territoire de la ville de Belgrade. Au recensement de 2011, il comptait 701 habitants.

## Géographie

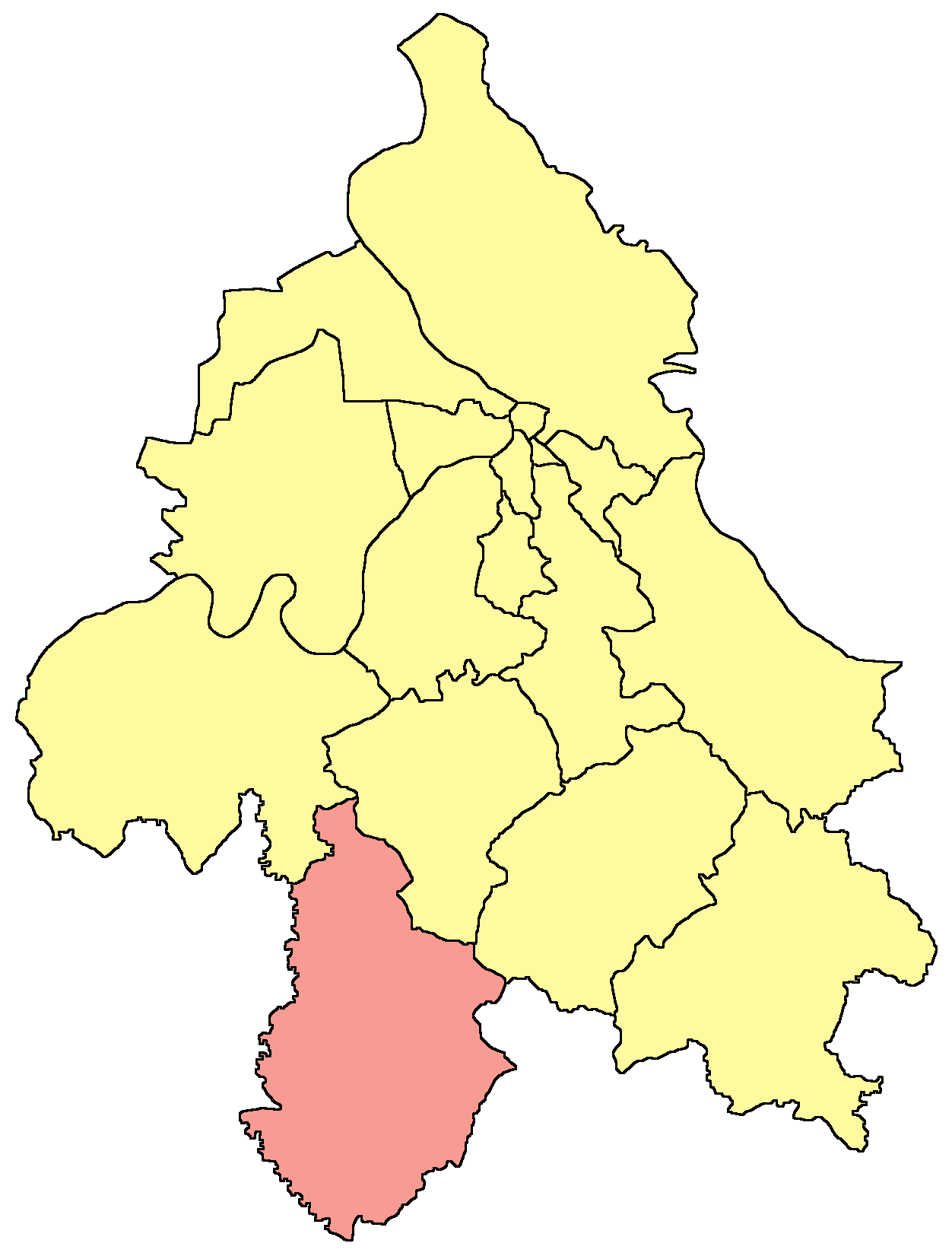
Localisation de la municipalité de Lazarevac dans la Ville de Belgrade

## Histoire
Au cours de la Seconde Guerre mondiale, 19 habitants de Dudovica ont été tués dans le camp d'extermination de Jasenovac ; tous étaient de nationalité serbe.

## Démographie

### Évolution historique de la population
| 1948 | 1953 | 1961 | 1971 | 1981 | 1991 | 2002 | 2011 |
| ---- | ---- | ---- | ---- | ---- | ---- | ---- | ---- |
| 854  | 922  | 923  | 895  | 818  | 840  | 777  | 701  |

|  |

### Données de 2002
Pyramide des âges (2002)
En 2002, l'âge moyen de la population était de 43,8 ans pour les hommes et 41,7 ans pour les femmes.
Répartition de la population par nationalités (2002)
En 2002, les Serbes représentaient 98,97 % de la population.

### Données de 2011
En 2011, l'âge moyen de la population était de 44,4 ans, 43,1 ans pour les hommes et 45,6 ans pour les femmes.

## Éducation
Dudovica abrite une école élémentaire, l'école Mihajlo Mladenović Selja, qui dispose d'antennes à Brajkovac, Barzilovica, Čibutkovica et Županjac.

## Tourisme
Dudovica possède deux maisons inscrites sur la liste des monuments culturels protégés de la république de Serbie : la maison de la famille Perlić, qui remonte au milieu des années 1800, et la maison de la famille Đurđić, construite dans la seconde moitié du XIXe siècle. Ces deux bâtiments sont parallèlement inscrits sur la liste des biens culturels de la ville de Belgrade.